# Oropallene dolichodera
Oropallene dolichodera là một loài nhện biển trong họ Callipallenidae. Loài này thuộc chi Oropallene. Oropallene dolichodera được miêu tả khoa học năm 1995 bởi Child.